# 泉秋寺

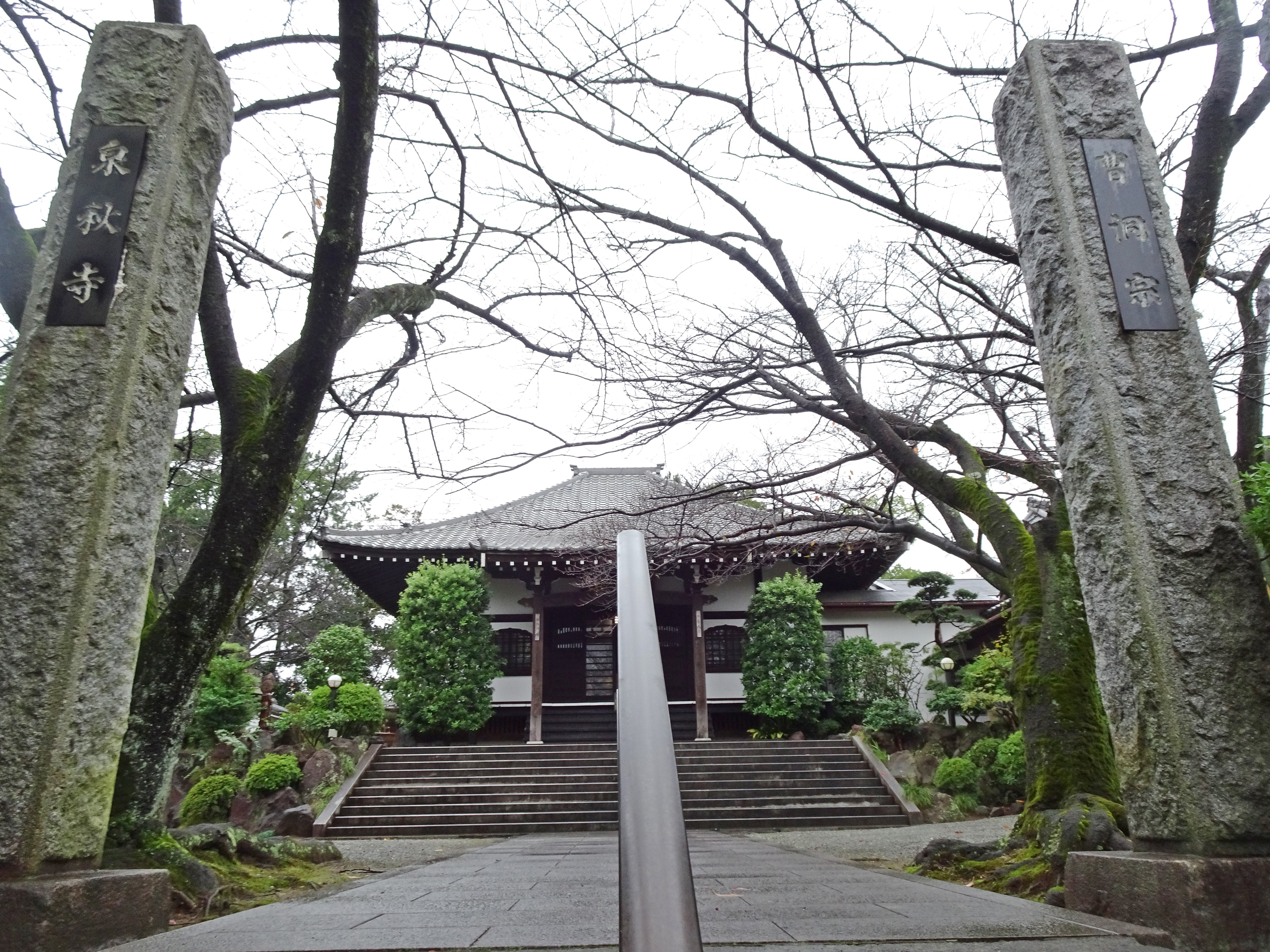
山門

泉秋寺（せんしゅうじ）は神奈川県藤沢市にある曹洞宗の寺院。山号は城光山。

## 歴史
元和年間（1615年 - 1624年）頃に快翁により開山した。
現在は、地区開発により大庭城下から小糸（現在地）に移転している。

## 本尊
聖観音
通称は覆面観音といい、門前を通る武士が落馬するので威光を和らげるため顔を半分覆い隠している。
伝承では徳川家光の守り本尊。総高32.3センチメートル、宋風、一木造、金色相、桃山時代ころの作。

## その他
- 相模国準四国八十八箇所 第八十七番 弘法大師石像

## 所在地情報
所在地
- 神奈川県藤沢市大庭5042番地4

交通
- 鉄道
  - 辻堂駅（東日本旅客鉄道（JR東日本）東海道本線)

- バス
  - 西高校前（神奈川中央交通）